# Władimir Marczik
Władimir Filippowicz Marczik (ros. Владимир Филиппович Марчик, ur. w marcu 1912 w Kronsztadzie, zm. 28 sierpnia 1986 w Symferopolu) – funkcjonariusz radzieckich organów bezpieczeństwa, komisarz milicji 2 rangi.

## Życiorys
Początkowo pracował w fabryce, był słuchaczem fakultetu robotniczego, w NKWD pracował od marca 1938, gdy został pełnomocnikiem operacyjnym Oddziału II Wydziału V Zarządu Bezpieczeństwa Państwowego (UGB) NKWD Białoruskiej SRR, 15 lipca 1938 otrzymał stopień sierżanta bezpieczeństwa państwowego. Od października 1938 do czerwca 1941 był pełnomocnikiem operacyjnym Oddziału I Wydziału Specjalnego NKWD Białoruskiego Okręgu Wojskowego/Oddziału I Wydziału III Ludowego Komisariatu Obrony Zachodniego Specjalnego Okręgu Wojskowego, 1940 ukończył leningradzką filię Wyższej Szkoły NKWD ZSRR, 7 sierpnia 1940 został młodszym porucznikiem bezpieczeństwa państwowego, od 1941 należał do WKP(b). W czerwcu-lipcu 1941 był zastępcą szefa Oddziału II Wydziału III Ludowego Komisariatu Obrony Zachodniego Specjalnego Okręgu Wojskowego, od lipca 1941 do 1942 zastępcą szefa Oddziału II Wydziału Specjalnego NKWD Frontu Zachodniego, 28 grudnia 1941 awansowany na porucznika bezpieczeństwa państwowego, 1942 został szefem Wydziału Specjalnego NKWD 204 Dywizji Lotniczej, 16 października 1942 otrzymał stopień starszego porucznika bezpieczeństwa państwowego. Do 1943 był zastępcą szefa Wydziału Specjalnego NKWD 49 Samodzielnej Brygady Narciarskiej Frontu Zachodniego, 11 lutego 1943 mianowany majorem, 1943-1944 był pomocnikiem szefa Wydziału Kontrwywiadu Ludowego Komisariatu Obrony 36 Korpusu Piechoty Frontu Zachodniego, a od 1944 do lipca 1945 szefem Wydziału I Zarządu Kontrwywiadu Ludowego Komisariatu Obrony Białoruskiego Okręgu Wojskowego. Od lipca 1945 do 1946 był zastępcą szefa Wydziału Kontrwywiadu Ludowego Komisariatu Obrony/Sił Zbrojnych/Ministerstwa Sił Zbrojnych/Zarządu Kontrwywiadu MGB Baranowickiego Okręgu Wojskowego, 22 lutego 1946 awansowany na podpułkownika, od 1946 do kwietnia 1947 był zastępcą szefa Zarządu MGB obwodu frunzeńskiego, a od 11 kwietnia 1947 do 5 sierpnia 1949 szefem Zarządu MGB obwodu brzeskiego. Od 5 sierpnia 1949 do 16 listopada 1950 był zastępcą ministra bezpieczeństwa państwowego Białoruskiej SRR, od 16 listopada 1950 do 26 lipca 1952 I zastępcą szefa Głównego Zarządu Milicji MGB ZSRR, 20 listopada 1950 mianowany komisarzem milicji 2 rangi, 2 maja 1952 został wykluczony z WKP(b). Później był dyrektorem kolejno dwóch sowchozów w obwodzie krymskim, a od stycznia 1976 do marca 1978 starszym zootechnikiem Wydziału Nauki Naukowo-Badawczego Instytutu Sowchozu, w marcu 1978 przeszedł na emeryturę.

## Odznaczenia
- Order Lenina (30 grudnia 1948)
- Order Rewolucji Październikowej (8 kwietnia 1971)
- Order Czerwonego Sztandaru
- Order Wojny Ojczyźnianej I klasy
- Order Czerwonego Sztandaru Pracy (27 kwietnia 1966)
- Order Czerwonej Gwiazdy (dwukrotnie - 11 października 1945 i 24 listopada 1950)
- Order „Znak Honoru” (22 marca 1958)